# ピアノ三重奏曲第4番 (ベートーヴェン)
ピアノ三重奏曲第4番（ピアノさんじゅうそうきょくだいよんばん）変ロ長調『街の歌』（Gassenhauer）作品11は、ルートヴィヒ・ヴァン・ベートーヴェンが1797年に作曲したピアノ三重奏曲。

## 概要
ヨーゼフ・ベーアに依頼を受けて書かれたものと考えられている。1798年に出版され、作品はマリア・ヴィルヘルミーネ・トウンへ献呈された。ベートーヴェンの初期に人気の高かった、木管楽器を扱った社交的な作品のひとつである。変ロ長調で作曲されており、これは当時まだベーム式システムの恩恵を受けていなかったB♭管クラリネットでの演奏の容易さを考慮したものと思われる。
「街の歌」という愛称は、第3楽章において当時流行していたヨーゼフ・ヴァイグルの歌劇『船乗りの恋、あるいは海賊』(L’amor marinaro ossia Il corsaro)からのアリア「仕事の前に」(Pria ch'io l'impegno)の主題を用いていることによる。この作品が人気を博した大きな理由でもあり、ニコロ・パガニーニもこの主題による作品を残している。なお、ベートーヴェンが多楽章作品で他人の主題を用いたのはこれが唯一の例である。

## 楽器編成
- クラリネット、チェロ、ピアノ。クラリネットはヴァイオリンで代用されることがある。

## 楽章編成
3楽章からなる。演奏時間は22分程度。
- 第1楽章 Allegro con brio

変ロ長調、4/4拍子。ソナタ形式。第1主題は3つの楽器のユニゾンに、第2主題はクラリネットに提示される。
- 第2楽章 Adagio

変ホ長調、3/4拍子。ソナタ形式。主部の主題は、2年後に作曲された七重奏曲Op.20の第3楽章と似たリズムを持つ。
- 第3楽章 Tema con variazioni (Pria ch'io l'impegno: Allegretto)

変ロ長調、4/4拍子。変奏曲形式。軽快な主題に9つの変奏とコーダが続く。